# Johannes Formschneider
Johannes (auch: Hans) Formschneider (* vor 1420; † nach 1470) war ein Büchsenmeister in Diensten der Reichsstadt Nürnberg.

## Leben
Formschneider trat 1440 in den Dienst der Stadt Nürnberg. Um 1460 begann er im Auftrag der Stadt, sein artilleristisches Wissen für seinen Nachfolger Wagmeister in einer illustrierten Handschrift zusammenzufassen. Ihr Material lag vermutlich 1470 komplett vor und wurde in den folgenden Jahren für verschiedene Nutzer kopiert. Berufliche Kontakte bestanden zu den zeitweise in Nürnberger Diensten stehenden Büchsenmeistern Hermann Hertenstein, Hans und Hermann Widerstein und Hans Rosenplüt.

## Werk
Das Büchsenmeisterbuch des Johannes Formschneider ist in mehreren Kopien und Fragmenten von unterschiedlichem Umfang überliefert.
Die Überlieferung konzentriert sich auf eine Entstehungszeit im letzten Viertel des 15. Jahrhunderts ausschließlich im süddeutschen Raum. Fragmente, die wiederum in andere Büchsenmeisterbücher, wie z. B. in Bearbeitungen des Büchsenmeisterbuchs von 1420, aufgenommen wurden, lassen auf eine umfangreiche Verbreitung von Formschneiders Werk schließen. Formschneiders Zeichnungen dürften auch aus solchen Büchsenmeisterkompilationen in Sammelhandschriften wie das Kriegsbuch Ludwigs von Eyb, das Hausbuch (Schloss Wolfegg) und Bearbeitungen von Bellifortis sekundärer vermittelt worden sein. Ferner fand eine „Streuüberlieferung“ einzelner Zeichnungen Formschneiders durch Werke statt, die namentlich anderen (Haupt-)Autoren zugeordnet sind.
- Universitätsbibliothek Erlangen-Nürnberg, Erlangen, MS. B 26[2], Digitalisat der Universitätsbibliothek Erlangen-Nürnberg
- Bayerische Staatsbibliothek, München, Cgm 356 (angefertigt gegen Ende des 15. Jahrhunderts in Bayern)[3][4], Digitalisat der Bayerischen Staatsbibliothek
- Bayerische Staatsbibliothek, München, Cgm 734 (angefertigt gegen 1470 mit Nachträgen, die einzige namentlich gekennzeichnete Überlieferung Formschneiders, F. 60v)[5][6], Digitalisat der Bayerischen Staatsbibliothek
- Archiv des Deutschen Museums, München, Hs. 1949-258 (angefertigt gegen 1480)[7][8]
- Germanisches Nationalmuseum, Nürnberg, Hs. 719 (angefertigt um 1462/63)[9][10], Digitalisat des Germanischen Nationalmuseums
- New York Public Library, Spencer Collection, New York, Ms. 104 (angefertigt um 1445 mit Nachträgen)[11]
- Arhivele Statului, Sibiu, Ms. 2286, Varia II, 374 (Folios 69r-111r wohl basierend auf Formschneider)[12][13]
- Württembergische Landesbibliothek, Stuttgart, Cod. milit. qt. 31 (Abschrift mit eigenen Ergänzungen des Martin Löffelholz von Kolberg um 1480–1500, Nürnberg)[14][15][16], Digitalisat der Württembergischen Landesbibliothek
- Kunsthistorisches Museum Wien, KK 6562B (angefertigt im Wesentlichen 1420–1430, Süddeutschland; Bellifortis-Fragment, Folios 15rv mit Elementen aus dem Formschneider-Umfeld)[17][18]
- Privatbesitz, vormals Sammlung der Fürsten zu Waldburg-Wolfegg, Wolfegg (entstanden bald nach 1482; der kriegstechnische Bildkatalog, Folio 48r-56v, ist eine Bearbeitung des Formschneiderschen Büchsenmeisterbuchs)[19], Digitalisat der Ausgabe durch das Germanische Museum, Brockhaus, Leipzig 1866
- Herzog August Bibliothek, Wolfenbüttel, Cod. Guelf. 161 Blankenburg (entstanden wahrscheinlich unter Benutzung von Bayerische Staatsbibliothek, Cgm 356; letztes Viertel des 15. Jahrhunderts, Bayern)[20], Digitalisat der Herzog August Bibliothek

## Nachweise
1. 1 2  Rainer Leng: 39.5. Johannes Formschneider und Umfeld. In: Katalog der deutschsprachigen illustrierten Handschriften des Mittelalters (KdiH). 2010, S. 254–257 (badw.de).
2. ↑  Rainer Leng: 39.5.1. Erlangen, Universitätsbibliothek, Ms. B 26. In: KdiH. München 2010, S. 257 (badw.de).
3. ↑  Rainer Leng: Ars belli. Deutsche taktische und kriegstechnische Bilderhandschriften und Traktate im 15. und 16. Jahrhundert. Band 2. Wiesbaden 2002, S. 198–201.
4. ↑  Rainer Leng: 39.5.3. München, Bayerische Staatsbibliothek, Cgm 356. In: KdiH. München 2010, S. 259–262 (badw.de).
5. ↑  Rainer Leng: Ars belli. […] Band 2. Wiesbaden 2002, S. 206–211.
6. ↑  Rainer Leng: 39.5.4. München, Bayerische Staatsbibliothek, Cgm 734. In: KdiH. München 2010, S. 262–265 (badw.de).
7. ↑  Rainer Leng: Ars belli. […] Band 2. Wiesbaden 2002, S. 261–262.
8. ↑  Rainer Leng: 39.5.2. München, Archiv des Deutschen Museums, Hs. 1949–258. In: KdiH. München 2010, S. 258–259 (badw.de).
9. ↑  Rainer Leng: Ars belli. […] Band 2. Wiesbaden 2002, S. 263–266.
10. ↑  Rainer Leng: 39.5.6. Nürnberg, Germanisches Nationalmuseum, Hs 719. In: KdiH. München 2010, S. 265–267 (badw.de).
11. ↑  Rainer Leng: 39.5.5. New York, Public Library, Spencer Collection, Ms. 104. In: KdiH. München 2010, S. 265 (badw.de).
12. ↑  Rainer Leng: 39.5.7. Sibiu (Hermannstadt), Arhivele Statului, Ms. Varia II, 374. In: KdiH. München 2010, S. 267–271 (badw.de).
13. ↑  Handschriftencensus | Bukarest, Nationalarchiv, Ms. 2286. Abgerufen am 27. November 2022.
14. ↑  Rainer Leng: Ars belli. […] Band 2. Wiesbaden 2002, S. 283–285.
15. ↑  Rainer Leng: 39.5.8. Stuttgart, Württembergische Landesbibliothek, Cod. milit. 4° 31. In: KdiH. München 2010, S. 271–273 (badw.de).
16. ↑  Daniel Hohrath: Eine zweite Löffelholz-Handschrift zur Kriegstechnik um 1500 - eine (fast) neue Entdeckung. In: Waffen- und Kostümkunde. Band 62, Nr. 2. Louis Hoffmann Verlag, 2021, ISSN 0042-9945, S. 187–195.
17. ↑  Rainer Leng: Ars belli. […] Band 2. Wiesbaden 2002, S. 315, 438.
18. ↑  Rainer Leng: 39.5.9. Wien, Kunsthistorisches Museum, KK 6562B. In: KdiH. München 2010, S. 273 (badw.de).
19. ↑  Rainer Leng: 39.5.10. olim Wolfegg, Sammlung der Fürsten zu Waldburg-Wolfegg. In: KdiH. München 2010, S. 273–275 (badw.de).
20. ↑  Rainer Leng: 39.5.11. Wolfenbüttel, Herzog August Bibliothek, Cod. Guelf. 161 Blankenburg. In: KdiH. München 2010, S. 275 (badw.de).

| Personendaten    | Personendaten                                       |
| ---------------- | --------------------------------------------------- |
| NAME             | Formschneider, Johannes                             |
| ALTERNATIVNAMEN  | Formschneider, Hans                                 |
| KURZBESCHREIBUNG | Büchsenmeister in Diensten der Reichsstadt Nürnberg |
| GEBURTSDATUM     | vor 1420                                            |
| STERBEDATUM      | nach 1470                                           |